# Красный Ключ (Кинельский район)
Кра́сный Ключ — посёлок в Кинельском районе Самарской области. Входит в состав сельского поселения Богдановка.

## География
Посёлок находится на расстоянии примерно 22 км (по прямой) к северо-востоку от города Кинель, административного центра района.
Через посёлок протекает река Тростянка.

### Часовой пояс
Посёлок Красный Ключ, как и вся Самарская область, находится в часовой зоне МСК+1. Смещение применяемого времени относительно UTC составляет +4:00.

## Население
| 2010 |
| ---- |
| 132  |

### Национальный состав
Согласно результатам переписи 2002 года, в национальной структуре населения русские составляли 73 % из 145 чел.

## Улицы
| - ул. Гарина-Михайловского, - ул. Лесная, - ул. Луговая, - ул. Лунная, | - ул. Полевая, - ул. Садовая, - ул. Шевченко, - ул. Школьная. |

Почтовое отделение  № 446415